# Project Gunrunner
 (signalé en août 2025).
Si vous disposez d'ouvrages ou d'articles de référence ou si vous connaissez des sites web de qualité traitant du thème abordé ici, merci de compléter l'article en donnant les références utiles à sa vérifiabilité et en les liant à la section « Notes et références ».
- Archive Wikiwix
- Bing
- Cairn
- DuckDuckGo
- E. Universalis
- Gallica
- Google
- G. Books
- G. News
- G. Scholar
- Persée
- Qwant
- (zh) Baidu
- (ru) Yandex
- (wd) trouver des œuvres sur Wikidata

Le projet Gunrunner est un projet du Bureau américain de l’alcool, du tabac, des armes à feu et des explosifs (ATF) destiné à endiguer le flux d’armes à feu au Mexique, dont le but officiel serait de priver d’armes les cartels mexicains.